# Renate Oldermann

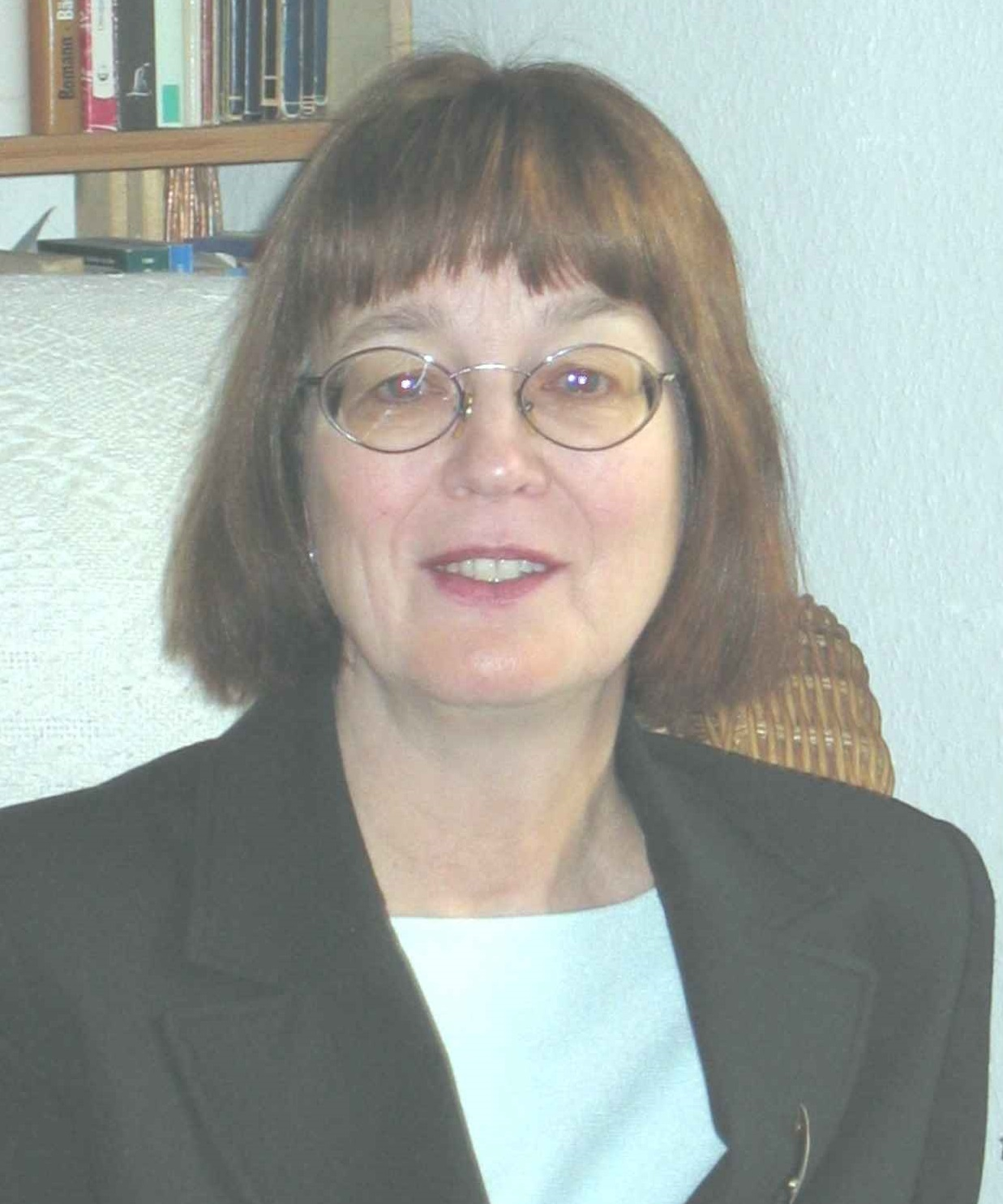
Renate Oldermann, 2006

Renate Oldermann (* 1950 in Osnabrück) ist eine deutsche Historikerin und Autorin verschiedener Monographien und Tagungsbeiträge über evangelische Damenstifte (früher katholische Nonnenklöster) in Niedersachsen. Sie führte bis zum Jahr 2000 den Familiennamen Oldermann-Meier.

## Leben
Nach dem Besuch der Grundschule in Osnabrück und dem Gymnasium Luisenschule in Essen studierte Renate Oldermann Germanistik und Geschichte an der Albert-Ludwigs-Universität Freiburg und in Berlin. Nach dem ersten Staatsexamen 1977 in Berlin arbeitete sie zunächst als Dozentin im Fachbereich Deutsch für Ausländer an der Volkshochschule Berlin-Schöneberg. Anschließend war sie Referendarin für den höheren Schuldienst am Gymnasium Kleine Helle in Bremen. 1983 beendete sie dieses Referendariat mit dem zweiten Staatsexamen. Nach Kindererziehungszeit und einem Ausbildungslehrgang zur Archivarin am Staatsarchiv Bremen arbeitet sie seit 1988 als Archivarin in den von der Klosterkammer Hannover betreuten evangelischen Klöstern und Damenstiften Bassum (1988–1992), Kloster Lamspringe (1992–1993), Kloster Walsrode (1993–1994) und den Damenstiften Börstel (1995–1998, 2003–2011) und Fischbeck (1998–2002 und seit 2011).
2004 erfolgte die Promotion zum Dr. phil. an der Universität Vechta bei Bernd Ulrich Hucker mit einer Arbeit über das Kloster Walsrode zum Thema „Vom Kanonissenstift zum evangelischen Damenkloster. Sozial- und theologiegeschichtliche Grundlagen des Lebens in einem mittelalterlich-frühneuzeitlichen Konvent“.

## Werke (Auswahl)

### Monographien
- Studien zur Geschichte von Stift Börstel (Schriften zur Kulturgeschichte des Osnabrücker Landes Band 9). Osnabrück 1999.
- Kloster Walsrode - Vom Kanonissenstift zum evangelischen Damenkloster. Monastisches Frauenleben im Mittelalter und in der frühen Neuzeit. Verlag Temmen, Bremen 2004 ISBN 3-86108-045-1
- Stift Fischbeck - Eine geistliche Frauengemeinschaft in mehr als 1000jähriger Kontinuität (Schaumburger Studien  Band 64). 2. Auflage 2010. Verlag für Regionalgeschichte, Bielefeld, 2005,  ISBN 978-3895348648
- Eine Stiftsjungfer im Dreißigjährigen Krieg. Das Leben der westfälischen Adligen Lucretia von Haren (1605-1675). Verlag Böhlau, Köln/Weimar/Wien 2013 ISBN 978-3-412-21096-0
- Gotteslob und Tagewerk. Lebenswirklichkeit und Sozialstruktur geistlicher Frauen im Mittelalter und in der Frühen Neuzeit am Beispiel des Stifts Börstel (Osnabrücker Geschichtsquellen und Forschungen Band 52). Verein für Geschichte und Landeskunde von Osnabrück, Osnabrück 2014 ISBN  978-3981379648
- mit Dagmar Köhler: Evangelisches Damenstift Fischbeck (DKV-Kunstführer Band 211). 2015, ISBN 978-3422024175
- Aus einem uhralten hochansehnlichen Geschlecht entsprossen ... Die adligen Töchter im Stift Fischbeck. - Herkunft, Selbstverständnis und Glaubenspraxis.  Wallstein-Verlag, Göttingen 2019 (Schaumburger Beiträge. Quellen und Darstellungen zur Geschichte Band 4). Historische Arbeitsgemeinschaft für Schaumburg ISBN 978-3-8353-3458-8
- Leveke von Münchhausen-von Hammerstein. Eine Frau in der frühen Neuzeit.   Böhlau-Verlag, Köln 2021  ISBN 978-3-412-52058-8

### Beiträge in Tagungsbänden
- Glaubenstreue und Privilegienverteidigung. Aspekte zur Reformation in norddeutschen Frauenklöstern in: Peter Nitschke, Mark Feuerle (Hrsg.), Imperium et Comitatus. Das Reich und die Region, Festschrift für Bernd U. Hucker. Frankfurt a. M 2009, S. 167–189. ISBN 978-3631589472
- Der Kirchenschatz des ehemaligen Benediktinerinnenklosters Lamspringe in: Hedwig Röckelein (Hrsg.), Der Gandersheimer Schatz im Vergleich. Regensburg 2013, S. 65–91. ISBN 978-3-7954-2638-5
- Aneignung und Widerstandshandeln im Kloster Lamspringe, in: Rosenkränze und Seelengärten. Bildung und Frömmigkeit in niedersächsischen Frauenklöstern. Herzog August Bibliothek Wolfenbüttel 2013, S. 167–175. ISBN 9783447068130
- Geistliches und soziales Leben im Jahrhundert nach der Reformation. Beispiele aus niedersächsischen Frauenklöstern und – stiften in: Hans Otte (Hrsg.), Evangelisches Klosterleben Göttingen. 2013 S. 165–178. ISBN 9783847100669
- Christliche Gebet So im Kloster zu Walszrode gebräuchlich in: Wolfgang Brandis, Hans-Walter Stork (Hrsg.), Weltbild und Lebenswirklichkeit in den Lüneburger Klöstern. Berlin 2015, S. 183–193. ISBN 978-3867322218
- Der Prozess der Konfessionalisierung, seine Folgen für das Stift Börstel sowie weitere Klöster und Stifte im Osnabrücker Lande in: Susanne Tauss, Ulrich Winzer (Hrsg.) Miteinander leben? Reformation und Konfession im Fürstbistum Osnabrück 1500 bis 1700. Münster 2017, S. 227–243. ISBN 978-3830936008

## Auszeichnungen
- 2002: Frauengeschichtspreis der Evangelisch-lutherischen Landeskirche Hannovers und der Gesellschaft für niedersächsische Kirchengeschichte[2][3]